# Zaomma hirsuta
Zaomma hirsuta är en stekelart som först beskrevs av Julius Theodor Christian Ratzeburg 1852.  Zaomma hirsuta ingår i släktet Zaomma och familjen sköldlussteklar. Inga underarter finns listade i Catalogue of Life.